# Агафуров, Хисаметдин Гафурович
Хисаметдин Гафурович Агафуров (10 октября 1831 — 4 октября 1883) — татарский предприниматель и благотворитель, купец II гильдии, основатель семейной фирмы Агафуровых.

## Биография
Родился в бедной крестьянской семье в дер. Малые Елги Казанской губернии. В 1855 году стал рекрутом, заменив за вознаграждение сына местного помещика, призванного на военную службу. К тому времени Хисаметдин уже был женат и имел сына Камалетдина.
Отслужив положенные 12 лет, Хисаметдин Агафуров вышел в отставку в Екатеринбурге в чине унтер-офицера, а в 1868 году открыл собственное дело — розничную торговлю мелочным товаром в небольшой арендованной лавке на Торговой площади г. Екатеринбурга. Со временем фирма стала одним из крупнейших торговых предприятий в регионе, стала присутствовать на крупных ярмарках: Ирбитской, Крестовской и Челябинской.
Умер в г. Екатеринбурге. Похоронен на старом мусульманском кладбище.

## Семья
- Жена, Азиза Сайфутдиновна Агафурова, родилась 8 сентября 1834 года в дер. Малые Елги Казанской губернии. Умерла 9 августа 1914 года в г. Екатеринбурге. Похоронена на старом мусульманском кладбище.

- Дети:
  - сыновья Камалетдин, Зайнетдин, Кашафетдин (братья Агафуровы),
  - дочь Марфуга.